# Lisa Magdalena Agerer
Lisa Magdalena Agerer, née le 1er novembre 1991 à Zams, est une skieuse alpine italienne. 

## Biographie
En activité depuis 2005, elle participe à la Coupe du monde à partir de 2009. En 2012, elle remporte le classement général de la Coupe d'Europe, tandis qu'elle obtient un top 10 en Coupe du monde en slalom géant. Née en Autriche, elle possède aussi la nationalité autrichienne, mais a choisi de porter les couleurs italiennes.

## Palmarès

### Coupe du monde
- Meilleur classement général : 60e en 2012.
- Meilleur résultat : 7e.

### Championnats du monde junior
- Crans-Montana 2011 :
  -  Médaille d'argent sur le super G.

### Coupe d'Europe
- Gagnante du classement général en 2012.
- 10 victoires.